# Torres Mulieris
Las Torres Mulieris son 2 torres de 44 pisos y 161,4 metros de altura cada una, y están ubicadas en el barrio de Puerto Madero en Buenos Aires. Actualmente se encuentran en el cuarto y quinto lugar en la posición de edificios más altos de Argentina.

## Historia
Se trata de un diseño realizado por el importante estudio de arquitectura de Manteola, Sánchez Gómez, Santos, Solsona y Sallaberry, cuya construcción estuvo a cargo de la promotora Creaurban, y avanzó rápidamente empezando en el año 2006 finalizando 3 años después en el 2009.